# Logia Jesu
Logia Jesu (ytringer af Jesus ; gr. λόγια; ental 'logion', flertal 'logia') er betegnelse for
enkeltstående ytringer af Jesus, som er
overleveret løsrevet fra deres oprindelige sammenhæng,
altså uden angivelse af hvornår og hvor de er brugt,
og hvad der var foranledningen dertil.
Større eller mindre samlinger af sådanne
logia har man sikkert ofte haft i oldkirkens
første dage, og ved udgravninger i nærheden af
Oxyrhynchos, det nuværende Al Bahnasa, ca. 160 km syd-sydvest for
Kairo, fandt man 1897 og 1903 et
par papyrusfragmenter, som indeholdt en række
Jesusord, hvoraf nogle allerede var kendt i
beslægtet form fra evangelierne, men adskillige var helt nye.
Hvert enkelt udsagn indledes kun med et: "Jesus siger"; for eksempel:

Jesus siger: Hvis I ikke forsager verden, vil I ikke finde Guds
Rige, og hvis I ikke overholder sabbaten, vil I ikke
se Faderen.
Jesus siger: Jeg trådte frem
midt i verden og åbenbarede mig for dem i
kød, og jeg fandt dem alle berusede og ingen
ædru iblandt dem. Og min sjæl ængstes for
menneskenes børn, fordi de er blinde i deres
hjerte, og ser ikke selv deres fattigdom.
Jesus siger: Hvor to eller tre er sammen,
er Gud med dem (?), og hvor en er alene, der
er jeg hos ham. Løft stenen op, og du vil finde
mig dér; kløv træet og jeg er også dér.
Jesus siger: En profet er ikke velset i sit
fædreland, og heller ikke udfører en læge
helbredelser på dem, der kender ham osv.

Håndskrifterne anses i almindelighed for at stamme
fra 3. århundrede; de er meget medtaget af tidens
tand, og i adskillige tilfælde kan man kun
rent hypotetisk rekonstruere den oprindelige tekst.
Deres fremkomst affødte derfor en livlig
videnskabelig diskussion med forskellige tydningsforsøg.